# Гарант (комплекс)

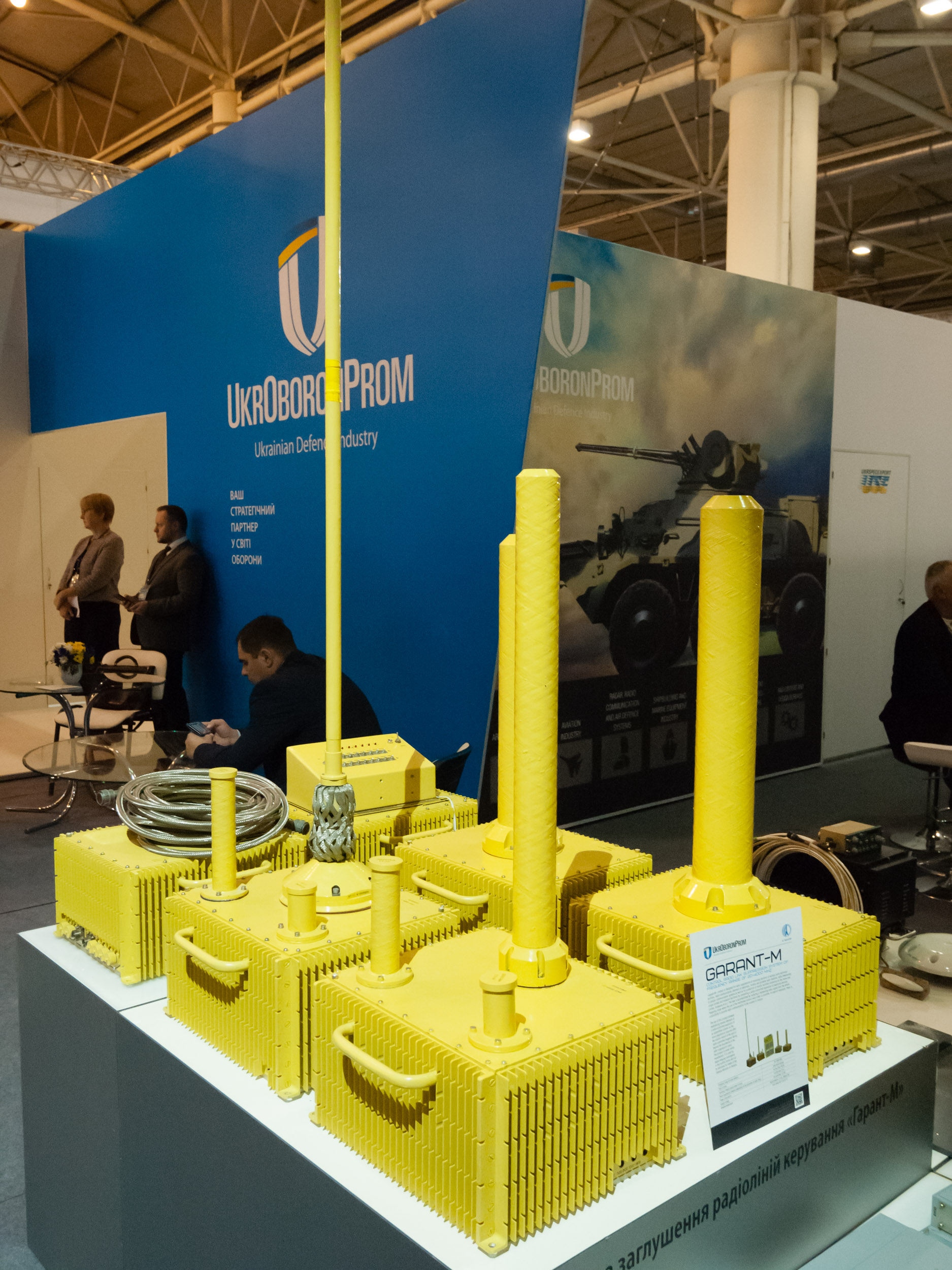
«Гарант-М» на виставці «Зброя та безпека-2018»

«Гарант» — українська система радіоелектронного придушення, що призначена для захисту стаціонарних об'єктів і військової техніки від радіокерованих мін і фугасів.

## Історія
Система «Гарант» була розроблена щонайменше станом на 2014 рік. Її розробкою займався Науково-дослідний інститут комплексної автоматизації.
У 2018 році повідомлялося про розробку системи «Гарант-М».

## Опис
Система призначена для придушення радіотехнічних засобів – як стаціонарних, так мобільних і переносних радіостанцій. Таким чином досягається захист як стаціонарних об'єктів, так і військової техніки від радіокерованих мін і фугасів.